# Patrick Carney
Patrick James Carney (Akron, 15 aprile 1980) è un musicista statunitense, noto per essere il batterista dei Black Keys.
Dal 2001 con Dan Auerbach fa parte del duo (The Black Keys), con il quale ha inciso 8 album studio e 1 album live. Nel 2009 ha fondato la rock band Drummer che ha pubblicato il loro album d'esordio  Feel Good Together.

## Giovinezza
I genitori di Patrick Carney divorziarono quando aveva 8 anni. Patrick scelse di vivere con suo padre Jim, che si trasferì in periferia di Akron, Ohio. Anche Dan Auerbach viveva in zona e si incontrarono, tuttavia non divennero amici fino all'high school. Da adolescente era influenzato da band come Pavement, Captain Beefheart e i Devo.

## Carriera Musicale
Nel 2009 ha partecipato come giudice al "9th annual Independent Music Awards".

 Carney è produttore di diverse band, come: Beaten Awake, Houseguest, Churchbuilder e The Black Keys; ed è il fondatore della Audio Eagle Records.

### The Black Keys
Nel 2001 ha fondato, assieme all'amico Dan Auerbach i The Black Keys, tuttora suo progetto principale.

### Drummer
Nel 2009, quando Dan Auerbach era in tour per promuovere il suo disco solista, Carney ha fondato una nuova band, i Drummer, dove suona il basso. Il nome deriva dal fatto che tutti i membri suonano la batteria in altre band. Hanno pubblicato Feel Good Together.

### Audio Eagle Records
Nel 2005 Carney ha fondato la "Audio Eagle Records", un'etichetta indipendente attiva nell'Ohio.

## Vita Personale
Suo padre, Jim, è un giornalista per l'"Akron Beaco Journal", e suo zio, Ralph Carney, era il sassofonista di Tom Waits.
Patrick Carney risiede a New York. Di recente si è fidanzato con la cantautrice Michelle Branch, dopo che quest'ultima ha divorziato dal bassista Teddy Landau nel 2015.

## Discografia

### Da solista
- 2009 - Feelin' Good Together